# Ditrypanocystis cirratuli
Ditrypanocystis cirratuli is een soort in de taxonomische indeling van de Myzozoa, een stam van microscopische parasitaire dieren. Het organisme komt uit het geslacht Ditrypanocystis en behoort tot de familie Selenidiidae. Ditrypanocystis cirratuli werd in 1963 ontdekt door Burt, Denny & Thomasson.